# Stereochlaena
Stereochlaena, biljni rod od tri trajnice i jedne jednogodišnje biljke iz porodice trava. Sve četiri vrste raširrene su po tropskoj i južnoj Africi (Tanzanija, Malavi, Južna Afrika i Angola)

## Vrste
1. Stereochlaena annua Clayton, tanzanijski endem
2. Stereochlaena caespitosa Clayton
3. Stereochlaena cameronii (Stapf) Pilg.
4. Stereochlaena tridentata Clayton, tanzanijski endem